# Alesso

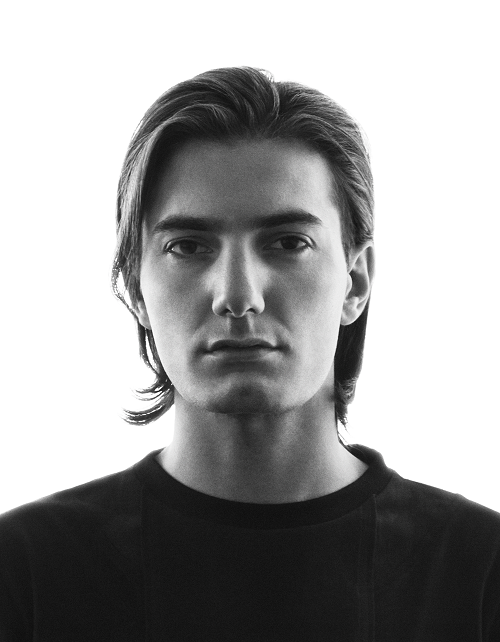
Alesso 2014.

Alesso, właśc. Alessandro Lindblad (ur. 7 lipca 1991 w Sztokholmie) – szwedzki DJ i producent muzyczny pochodzenia włoskiego. Jego twórczość początkowo przeważała w tech house, obecnie – progressive house.
Alesso przygodę z muzyką rozpoczął jako 10 latek, kiedy jako prezent urodzinowy otrzymał swój pierwszy syntezator. W 2010 roku, jako 18-latek nakładem szwedzkiej Joia Records wydano jego pierwsze trzy pierwsze oficjalnie wydane produkcje powstałe w klimatach tech house i house – Workaholic, Moma i Think It's Time. Wytwórnia należąca do Luciano Ingrosso, wuja znanego szwedzkiego DJ-a Sebastiana Ingrosso była jednak pierwszym stopniem w karierze młodego Szweda. W 2011 roku Alesso w przypadkowy sposób 'podrzucił' Sebastianowi Ingrosso swoje demo zawierające jego nową produkcję – utwór Dynamite. Produkcja tak spodobała się Ingrosso, że postanowił włączyć Szweda do swojej wytwórni Refune Records i wydać ją oficjalnie jako część Extended Playa, w którego skład później wszedł także utwór Nillionaire. Kamieniem milowym w karierze Alesso był wspólny utwór z Ingrosso pt. Calling, który spowodował, że o młodym Szwedzie usłyszał cały klubowy świat. 3 miesiące wcześniej – remix do utworu Pressure zyskał uznanie wielu znanych DJ-ów z całego świata. W 2012 roku na antenie brytyjskiego radia BBC Radio 1 Alesso zagrał swój pierwszy Essential Mix. Rok ten upłynął także pod znakiem produkcji Calling wzbogaconej o wokal amerykańskiego wokalisty Ryana Teddera, a także produkcji Years i City of Dreams z gościnnym udziałem odpowiednio Amerykanina Matthew Koma i Dirty Southa.
W 2011 r. Alesso pierwszy raz pojawił się w rankingu DJ Mag zajmując 70. miejsce. Rok później – uplasował się na miejscu 20.

## Dyskografia

### Albumy
- 2015: FOREVER

### Single
- 2010: „Moma”
- 2010: „Workaholic”
- 2010: „Think It's Time”
- 2010: „Loose It”
- 2011: „Nillionaire”
- 2011: „Dynamite”
- 2011: „Calling” (oraz Sebastian Ingrosso)
- 2011: „Raise Your Head”
- 2012: „Calling (Lose My Mind)” (oraz Sebastian Ingrosso; gościnnie: Ryan Tedder)
- 2012: „Years” (gościnnie: Matthew Koma)
- 2013: „If I Lose Myself” (versus OneRepublic)
- 2013: „City of Dreams” (oraz Dirty South; gościnnie: Ruben Haze)
- 2012: „Every Chance We Get We Run” (oraz David Guetta; gościnnie: Tegan and Sara)
- 2012: „Clash”
- 2013: „Under Control” (oraz Calvin Harris; gościnnie: Theo Hutchcraft)
- 2014: „Tear the Roof Up”
- 2014: „Heroes (We Could Be)” (gościnnie: Tove Lo)
- 2015: „Cool” (gościnnie: Roy English)
- 2015: „Payday”
- 2015: „If It Wasn’t for You”
- 2015: „Sweet Escape” (gościnnie: Sirena)
- 2016: „Anthem”
- 2016: „I Wanna Know” (gościnnie: Nico & Vinz)
- 2016: „Take My Breath Away”
- 2017: „Falling”
- 2018: „Remedy” – złota płyta w Polsce[2]
- 2021: „When I’m Gone” (oraz Katy Perry) – złota płyta w Polsce[2]
- 2022: „Words” (gościnnie: Zara Larsson) – 2x platynowa płyta w Polsce[3]

### Remiksy
- 2010: Tristan Garner & Gregori Klosman – "Fuckin Down" (Alesso Remix)
- 2010: Tim Berg – "Alcoholic" (Alesso Remix)
- 2010: Deniz Koyu feat. Shena – "Time of Our Lives" (Alesso Remix)
- 2011: Therese – "Drop It Like It's Hot" (Alesso Remix)
- 2011: Dúné – "Heiress of Valentina" (Alesso Exclusive Mix)
- 2011: Niko Bellotto & Erik Holmberg feat. JB – "Running Up That Hill" (Alesso Remix)
- 2011: Starkillers & Alex Kenji feat. Nadia Ali – "Pressure" (Alesso Remix)
- 2011: Swedish House Mafia feat. John Martin – "Save the World" (Alesso Remix)
- 2011: DEVolution feat. Amy Pearson – "Good Love" (Alesso Remix)
- 2011: LMFAO feat. Goon Rock & Lauren Bennett – "Party Rock Anthem" (Alesso Remix)
- 2011: David Guetta feat. Sia – "Titanium" (Alesso Remix)
- 2011: Jasper Forks – "River Flows in You" (Alesso Remix)
- 2012: Keane – "Slienced by the Night" (Alesso Remix)
- 2012: Arty – "When I See You" (Alesso Mix)
- 2013: OneRepublic – "If I Lose Myself" (Alesso Remix)
- 2015: Maroon 5 - "This Summer's Gonna Hurt Like A Motherf***er" (Alesso Remix)
- 2016: Alesso feat. Nico & Vinz - "I Wanna Know" (Alesso & Deniz Koyu Remix)